# Freddie Cavalli
Freddie Cavalli, pseudoniem van Fred van Kampen (Eindhoven, 23 september 1955 – Amsterdam, 18 januari 2008), was een Nederlands bassist. Hij speelde onder meer in Wild Romance, de begeleidingsband van Herman Brood.

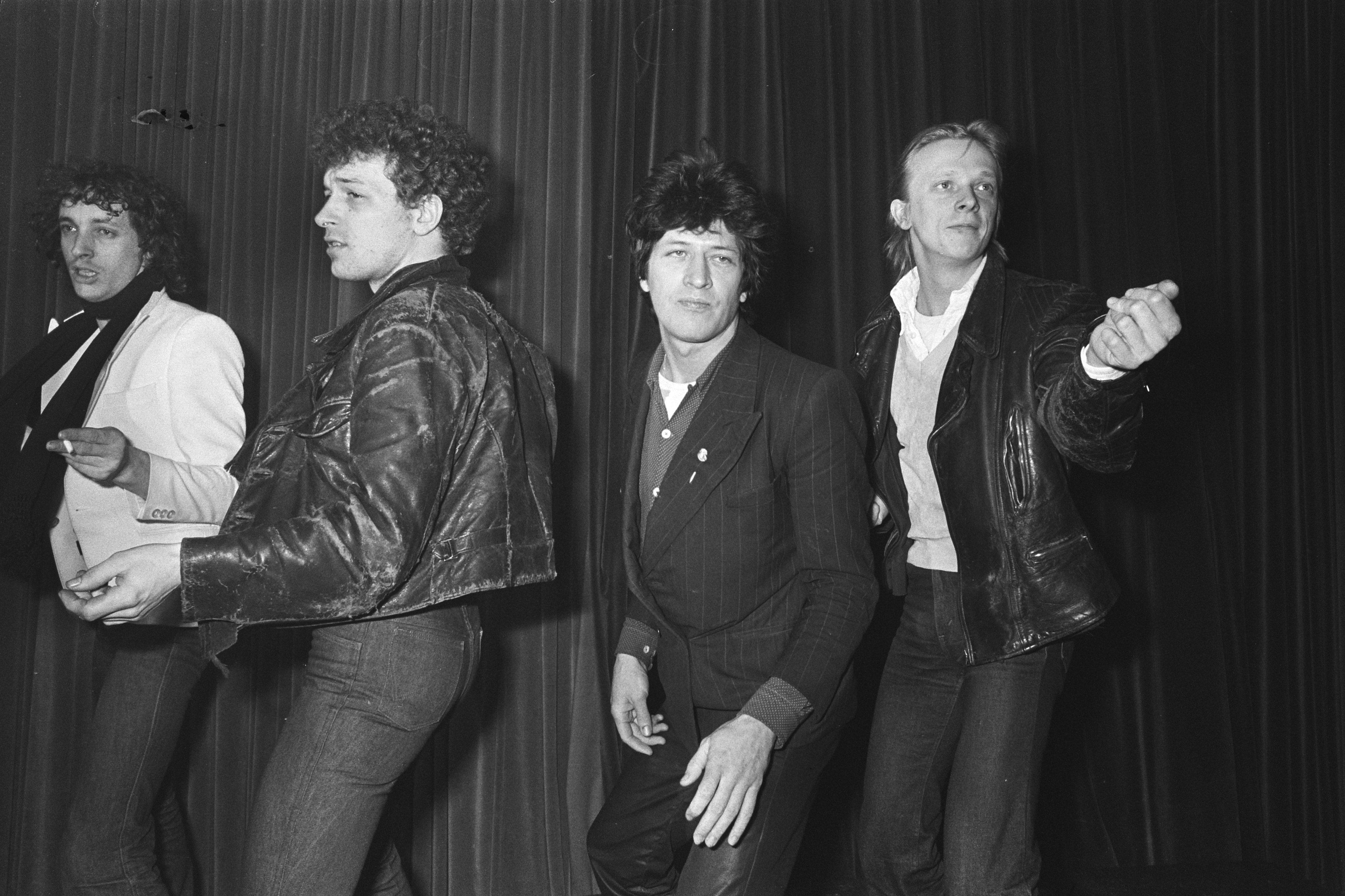
Wild Romance (1979): Ani Meerman, Freddie Cavalli, Herman Brood en Dany Lademacher

Van Kampen speelde vanaf zijn zeventiende basgitaar in verschillende bandjes. In november 1977 werd hij ingelijfd door Herman Brood & His Wild Romance, als opvolger van Gerrit Veen. De artiestennaam Fred Cavalli werd in deze periode verzonnen door Brood en is gebaseerd op het nummer Romanza di Cavalli van het album Street (1977). Cavalli is te horen op de albums Shpritsz (1978), Cha Cha (1978), Go Nutz (1980) en Wait a Minute... (1980).
Na zijn vertrek bij Herman Brood, in april 1980, maakte hij deel uit van AA & The Doctors, The Meteors, Vitesse en The Managers. Met zijn eigen Freddy Cavalli Band bracht hij twee albums uit. Hij was daarnaast te horen op werk van onder meer Jan Akkerman en de Jan Rijbroekband. Vanaf 1999 was Van Kampen docent culturele en kunstzinnige vorming aan het Sweelinck College in Amsterdam. Ook gaf hij les in Amsterdam aan studenten van de opleiding Kunst, Cultuur en Amusement.
Eind 2005 liet Van Kampen zijn gouden en platina plaat van Sphritz en Cha Cha veilen. Hij was van plan om de opbrengst, 15.000 euro, te gebruiken om een bluesalbum te maken. Hij werd echter ziek en overleed begin 2008 op 52-jarige leeftijd aan longkanker.
Van Kampen had een dochter, van wie hij echter 16 jaar het bestaan niet wist. Hij leerde haar pas kennen toen zij 16 was op Hemelvaartsdag 1996. De dochter was verwekt in 1979 in een kortstondige affaire.

## Trivia
- Van Kampen was in 1997 te zien in een reclamespotje voor Dela Uitvaartverzekeringen.[1]